# 不规则丁蛎
不规则丁蛎（学名：Malvufundus irregularis），是莺蛤目丁蛎科Malvufundus的一种。主要分布于中国大陆、台湾，常栖息在潮下带、水深20米内的浅海区。
世界海洋物种目录認為該物種等同Malleus legumen (Reeve, 1858)。